# Death of a Princess
Pour plus de détails, voir Fiche technique et Distribution.
Death of a Princess (La Mort d'une princesse) est un drame documentaire britannique réalisé par Anthony Thomas en 1980 (production ATV, avec la coopération de WGBH aux États-Unis).

## Sujet du film
Le film raconte l'histoire de la princesse saoudienne Michaaïl, petite-fille du prince Muhammad, frère aîné du roi Khaled ben Abdelaziz Al Saoud, et donc nièce de Mohammed Ben Salmane. La princesse fut condamnée à mort avec son amant, Khaled Mouhalhal, pour avoir entretenu une liaison hors-mariage. En juillet 1977, sur ordre de son grand-père le prince Muhammad, la princesse Michaaïl, âgée de 19 ans, fut tuée par balles en public à Djeddah, et son amant décapité par un garde du corps du prince. Ce film provoqua une crise diplomatique entre l'Arabie saoudite et la Grande-Bretagne, et des remous dans certains pays, qui s'opposèrent à sa diffusion et menacèrent de rompre des contrats commerciaux.

## Divers
- La bande originale du film contient deux titres (Pulstar, Alpha) du compositeur Vangelis.